# پاکوون جاتی
پاکوون جاتی (انگلیسی: Pakuwon Jati) شرکت املاک اندونزیایی است، که در سال ۱۹۸۲ تأسیس شد.